# Биодренаж

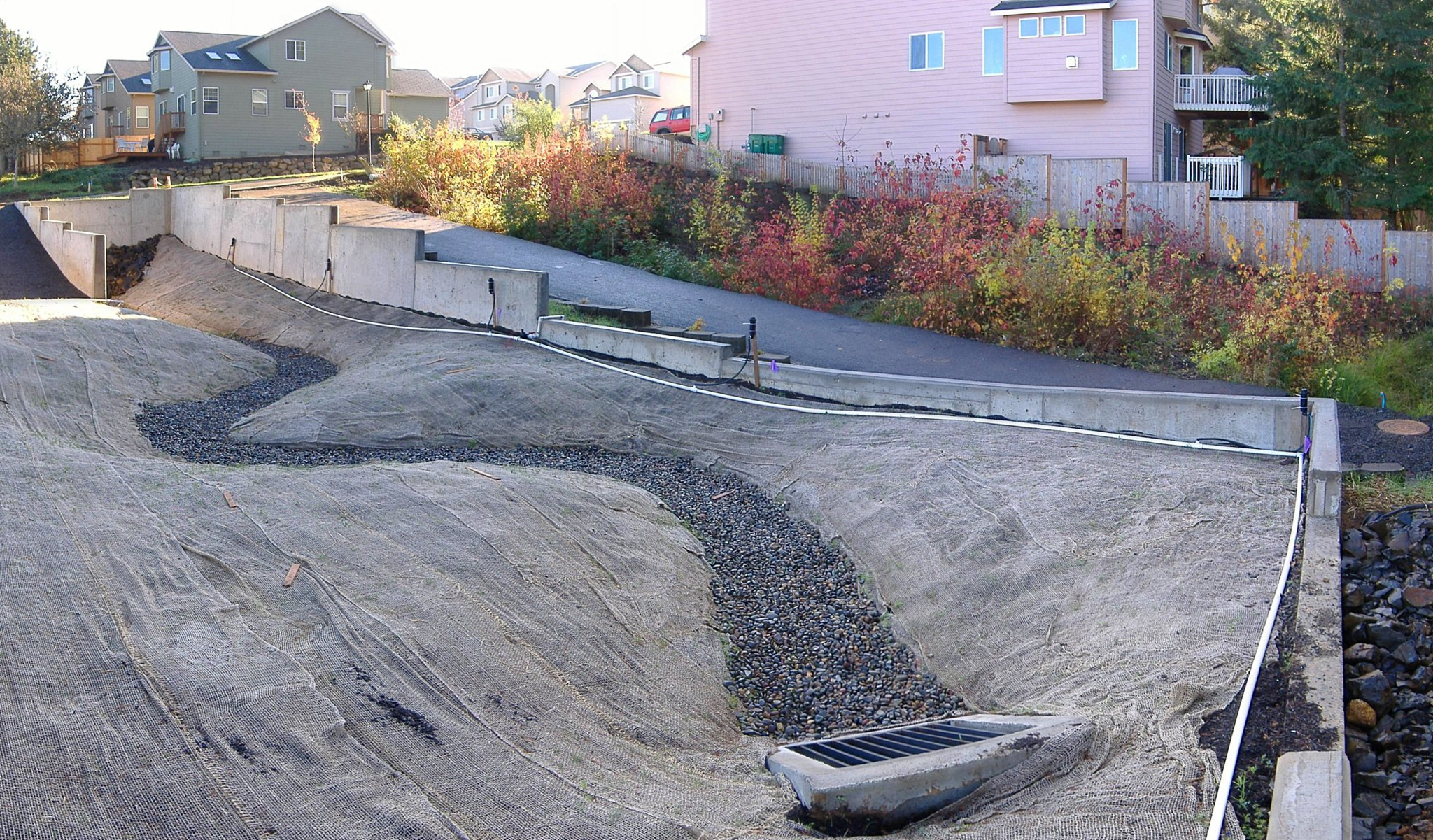
Две биодренажные канавы для жилого комплекса. На переднем плане строящийся биодренаж, на заднем плане — уже сооружённый.

Биодренажные канавы (англ. Bioswales) представляют собой биологические системы очистки от наносов и загрязнений с использованием болотных и иных влаголюбивых растений.
В частности, биодренаж применяют возле автостоянок. Дождевая вода стекает в биодренажные канавы, фильтрующие стоки и отводящие их на уровень грунтовых вод без эрозии почвы. Среди камней сажают влаголюбивые растения, которые поглощают влагу и фильтруют загрязнённые воды.
Биодренаж также применяется как альтернативный способ мелиорации заболоченных гипсоносных земель.

## Биодренаж в Узбекистане
В хозяйствах Сайхунабадского района Сырдарьинской области, Янгиюльского района Ташкентской области, Учкурганского района Наманганской области с этой целью применяют:
- полосы люцерны шириной 1-2 м с расстоянием между полосами 50-70 м в зависимости от степени почвенно-мелиоративных условий и работоспособности искусственного дренажа. Полосы устраиваются посередине между искусственными дренами;
- древесные полосы из тутовых насаждений, также устраиваемых рядами через 50-70 м.